# Tennevoll
Tennevoll er hovedby i Lavangen kommune, Troms, Norge. Stedet 269 indbyggere (2012) og ligger inderst i fjorden Lavangen. Kommunens eneste skole ligger her.